# Bellerus anaitis
Bellerus anaitis är en stekelart som först beskrevs av Walker 1843.  Bellerus anaitis ingår i släktet Bellerus och familjen finglanssteklar. Inga underarter finns listade.